# チタン合金セラミック複合材
チタン合金セラミック複合材（チタンごうきんセラミックふくごうざい）もしくはチタン・セラミック複合材は、アニメ『機動戦士ガンダム』および同作品から連なる作中世界の設定中に見られる用語。ガンダリウム合金や超硬スチール合金などと並び、多くのモビルスーツ (MS) の装甲材として設定されている。
開発された時期、性能、採用の経緯など、具体的な設定は存在しない。
名称にガンダムシリーズ固有の用語は使われていない。ただし、本名称にある「複合」が、「複合材料」や「複合装甲」など、実在の用語に対応するものであるかは不明。
以下のように、登場する時代によっていくつかのバリエーションがある。
チタン合金セラミック複合材
ガンダムMk-II、ジェガンなど、主に地球連邦軍のMSに採用されている。
チタン合金ハイセラミック複合材
デナン・ゾン、ベルガ・ギロスなど、主にクロスボーン・バンガードのMSに採用されている。
チタン合金ネオセラミック複合材
ゾロ、ゲドラフなど、主にザンスカール帝国軍の量産型MSに採用されている。
ハイチタン合金ネオセラミック複合材
コンティオ、ゴトラタンなど、主にザンスカール帝国軍の高性能MSに採用されている。